# جون روس (سياسي)
جون روس (بالإنجليزية: John Ross)‏ هو محامي وقاضي وسياسي أمريكي، ولد في 24 فبراير 1770، وتوفي في 31 يناير 1834. انتخب عضو مجلس نواب بنسيلفانيا وانتخب عضو مجلس النواب الأمريكي.